# Lycaena indicus
Lycaena indicus är en fjärilsart som beskrevs av Evans 1925. Lycaena indicus ingår i släktet Lycaena och familjen juvelvingar. Inga underarter finns listade i Catalogue of Life.